# Nibea squamosa
Nibea squamosa är en fiskart som beskrevs av Sasaki 1992. Nibea squamosa ingår i släktet Nibea och familjen havsgösfiskar. Inga underarter finns listade i Catalogue of Life.